# Birdsall (Nowy Jork)
Birdsall – miasto w Stanach Zjednoczonych, w stanie Nowy Jork, w hrabstwie Allegany.